# WS-Discovery
WS-Discovery ist ein Standard aus dem Kontext der WS-*-Spezifikationen, der sich mit dem Auffinden von Webservices befasst. Das Grundprinzip der Spezifikation besteht darin, dass eine Anfrage an eine Servicegruppe geschickt wird und jeder passende unter den Zielservices direkt an den Requester antwortet. Um unnötigen Traffic zu vermeiden, wird darin weitergehend genau festgelegt, dass sich jeder Service, der gefunden werden will, ähnlich wie bei UDDI registrieren bzw. beim Offlinegehen abmelden muss.
WS-Discovery zielt explizit auf die Modularität der WS-*-Spezifikationen ab, indem dafür wichtige Aspekte wie Verschlüsselung/Signatur (WS-Security), sichere Nachrichtenübertragung (WS-Reliable Messaging), dauerhafte Adressierung (WS-Addressing) oder auch Transaktionen (WS-Transaction) den genannten Spezifikationen "überlassen" werden.

## Geschichte
Die Spezifikation wurde im April 2005 gemeinsam von Microsoft, BEA Systems, Canon, Intel und webMethods veröffentlicht.